# 68P/Klemola
Pour les articles homonymes, voir Klemola.
68P/Klemola est une comète périodique du système solaire, découverte à la mi novembre 1965 par Arnold R. Klemola à l'observatoire austral Yale-Columbia, en Argentine.